# NGC 6040B
NGC 6040B is een lensvormig sterrenstelsel in het sterrenbeeld Hercules. Het hemelobject werd op 27 juni 1870 ontdekt door de Franse astronoom Édouard Jean-Marie Stephan.

## Synoniemen
- UGC 10165
- MCG 3-41-73
- ZWG 108.96
- DRCG 34-68
- Arp 122
- VV 212
- PGC 56942